# Generation Snowflake
Generation Snowflake (Generation Schneeflocke) ist ein US-amerikanisches politisches Schlagwort bzw. eine polemische Bezeichnung für die Generation Y. In Deutschland wird sie teilweise auch für die  Generation Z verwendet. Der Begriff gilt als abwertend bis beleidigend. Den so Bezeichneten wird unterstellt, extrem sensibel, emotional hochverletzlich und wenig resilient zu sein sowie sich für einen hohen Lebensstil anspruchsberechtigt zu sehen. Es wird ihnen unterstellt, dass sie bei der leisesten Kritik wie Schneeflocken schmelzen.
Auch im Vereinigten Königreich wurde der Begriff im Zusammenhang mit der Brexit-Diskussion populär und wird meist abwertend benutzt. Im November 2016 wurde er von Collins English Dictionary als eines der zehn Wörter des Jahres ausgewählt.
Neuerdings werden auch die Post-Millennials, die Angehörigen der Generation Z oder Zoomer, mit den Snowflakes gleichgesetzt, so von dem Generationenforscher Rüdiger Maas. Zugleich wird betont, dass es erhebliche Unterschiede in Bezug auf das zahlenmäßige Gewicht und das Verhalten dieser Generation zwischen den westlichen Industrieländern und dem Globalen Süden gibt. Während sie hier eine oft umworbene Minderheit bildet, stellt sie dort eine sehr große Bevölkerungsgruppe dar, die vehement und teils aufopferungsvoll um ihre Rechte kämpft.

## Veränderung der Verwendung des Begriffs „Snowflake“
Seit dem späten 18. Jahrhundert war Snowflake oder auch Snowball ein Spottname für Afroamerikaner mit weißen Haaren. Im Missouri der 1860er Jahre wurde der Begriff in Kontroversen über die Abschaffung der Sklaverei gebraucht. Er bezeichnete Befürworter der Sklaverei, die der rassistischen Ideologie folgten, wonach weißen Menschen ein größerer Wert als andersfarbigen Menschen beizumessen ist. Diese Begriffsverwendung blieb jedoch regional begrenzt. Später bezog sich der abwertende Slang-Begriff Snowflake (jeder Schneekristall ist einzigartig) auf weiße Jugendliche, die sich einzigartig wähnten und einen Sinn für ihren vermeintlich herausgehobenen Status entwickelten, ohne dass diese Einzigartigkeit irgendwie begründbar gewesen wäre. Die Journalistin Jessica M. Goldstein fand für die 1970er Jahre jedoch auch Belege für die Verwendung des Begriffs als Bezeichnung für People of Colour, die sich wie Weiße benehmen.

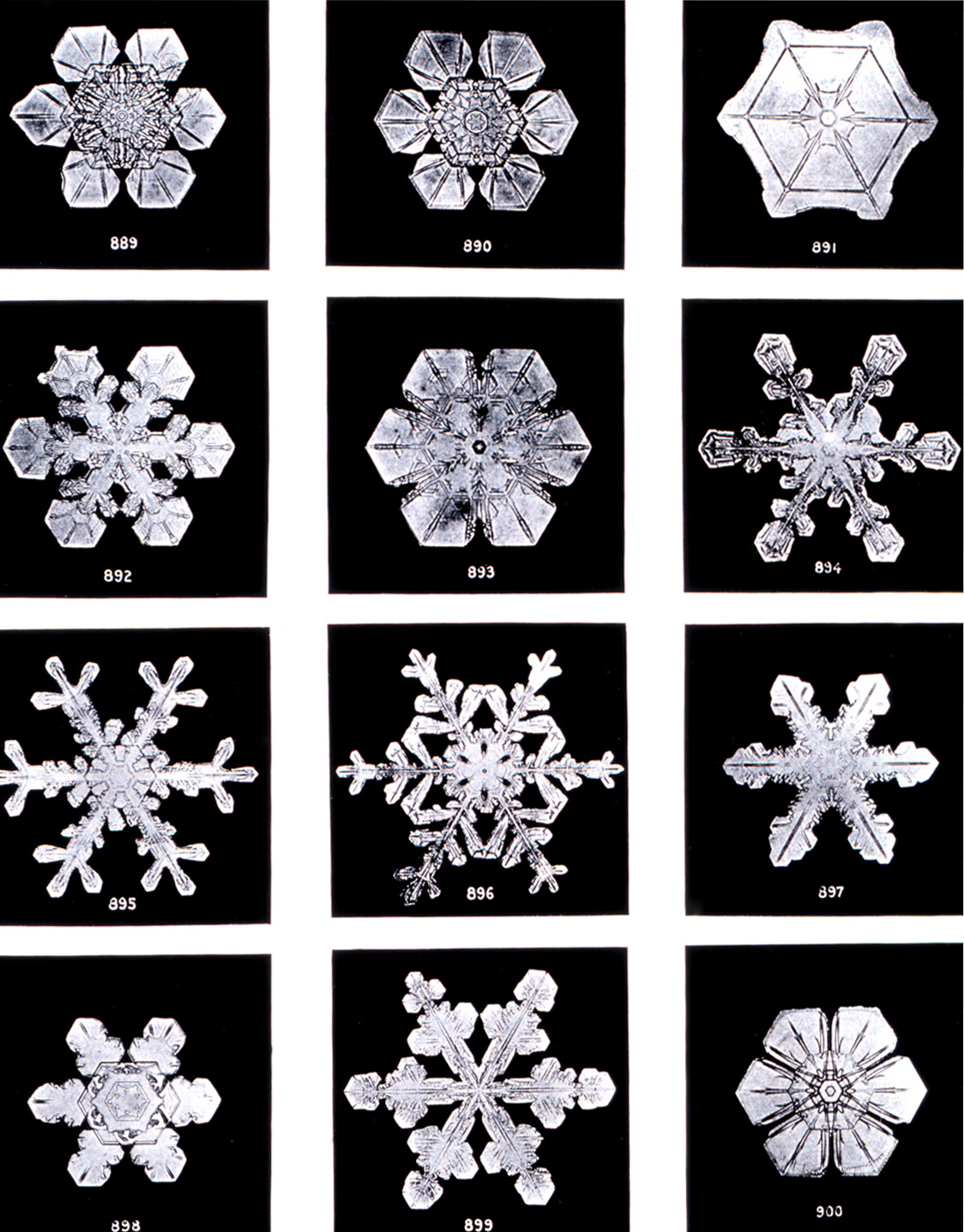
Der Begriff „Schneeflocke“ spielt auf eine vermeintliche Einzigartigkeit an.

1986 benutzte David Bertelson den Begriff in seiner Analyse des Einflusses der Individualisierung der US-Gesellschaft auf die Geschlechterrollen zur Charakterisierung des Phänomens der „Hypomaskulinität“, also eines schwach ausgeprägten männlichen Habitus, der sich den traditionellen Rollenerwartungen entzieht. Als Kehrseite dieser Krise herkömmlicher Rollen- und Identitätsmodelle betrachtet er die oft brutale Hypermaskulinität des amerikanischen Südens, des Militärs oder der Polizei, eine Ausdrucksform der Männlichkeit, die auf jüngere arme und ungebildete Männer anziehend wirke, aber auch als Übersteigerungsform der Schwulenkultur zu finden sei.

### „Generation Snowflake“
In jüngerer Zeit wurde die Metapher der Schneeflocke abwertend für die „jungen Erwachsenen der 2010er Jahre“ gebraucht, die als leicht verletzlich und wenig resilient wahrgenommen werden, andererseits spielt die Metapher auf die dieser Generation unterstellte Selbstwahrnehmung der Einzigartigkeit und Besonderheit an. Der pejorative Gebrauch der Schneeflocken-Metapher, der sich insbesondere auf akademisch ausgebildete Angehörige der Millennial-Generation bezieht, wird oft dem Kultbuch Fight Club (1996) von Chuck Palahniuk zugeschrieben, in der ein Mitglied einer konsumkritischen Gruppe den anderen Mitgliedern vorhält, sie seien keine schönen und einzigartigen Schneeflocken, sondern bestünden aus derselben organischen Materie wie alle anderen und würden auf demselben Komposthaufen landen (we are all part of the same compost pile). In der Verfilmung des Buchs durch David Fincher 1999 spricht Brad Pitt diese Worte.
2016 benutzte die linkslibertäre britische Publizistin und Politikerin Claire Fox vermutlich erstmals den Begriff Generation Snowflake in einem Buch, das von Konflikten an der Yale University handelt.
Die Attribute, mit denen die Snowflakes belegt werden, sind meist abwertend. Oft werden die Snowflakes in Verbindung gebracht mit den Reizworten liberal, political correctness, safe space und identity politics; sie leben angeblich in einer Blase der Selbstgerechtigkeit, sind leicht verletzbar, und sie wollen das Recht auf freie Rede begrenzen. Kritisiert werden sie auch wegen ihrer vermeintlichen Fragilität und Schwäche.
Ein US-amerikanisches Marketingunternehmen führte im Jahr 2017 einen umstrittenen Snowflake-Test ein, der Fragen enthielt wie: „Wann haben Sie zuletzt geweint und warum?“, um zu sensible, „liberale“ Bewerber bei der Stellenbesetzung auszuschließen.

## Verwendung als Kampfbegriff
Im englischen Sprachraum entwickelte sich der Slangbegriff der Generation Snowflake zu einem politischen Kampfbegriff. Er wird von politischen Rechten für Personen der Millennials-Generation benutzt, die als over-entitled gesehen werden, d. h. einen Anspruch auf einen Lebensstil erheben würden, den sie sich nicht selbst bereit wären zu erarbeiten, und würden linke Parteien wählen, da sie nicht mit den harten Realitäten des Lebens zurecht kämen.
In Großbritannien wurden die Brexit-Gegner von einer UKIP-Abgeordneten als Snowflakes bezeichnet. Das Urban Dictionary für englischen Slang spiegelt den vorherrschenden diskriminierenden Sprachgebrauch, in dem die Snowflakes als insane, fragile und infantile bezeichnet werden. Der Journalist Andrew Hunter Murray spricht in diesem Zusammenhang von einem neuen kulturellen Kalten Krieg zwischen den Verteidigern der Snowflakes, die das Recht für sich in Anspruch nehmen, sich angegriffen zu fühlen, und ihren Kritikern, die bis zu zwei Dritteln der britischen Bevölkerung ausmachen.
Im US-Wahlkampf wurde der Kampfbegriff Snowflake in der Politik genutzt. An Weihnachten 2019 schalteten Angehörige der Wahlkampagne von Donald Trump die (inzwischen abgeschaltete) Website snowflakevictory.com, um den Trump-Anhängern Argumente gegen die „Liberalen“ zu liefern, insbesondere für weihnachtliche Diskussionen mit ihren Angehörigen. Der metaphorische Bezug auf das Weihnachtswetter (Schneeflocken sind weich und nass) wurde von anderen, u. a. auch von britischen Medien übernommen.
Die Spezialistin für linguistische Anthropologie Janet McIntosh weist auf die analoge Funktion und die Verwendungsgeschichte des Begriffs Crybaby (deutsch etwa „Heulsuse“, „Schreikind“) hin, den Trump-Anhänger im Wahlkampf zur Diskreditierung liberaler Oppositioneller nutzten. Dieser entstamme dem Sprachgebrauch des militärischen Drills der US-Kadettenanstalten zur Diskreditierung Schwächerer. Der Begriff wurde anschließend auch von Gegnern Trumps benutzt, die ihn wegen seines von Narzissmus und Infantilismus geprägten Verhaltens angesichts der Wahlniederlage kritisierten, so z. B. von der früher den Republikanern nahestehenden Juristin und Journalistin Ana Navarro.

### Einordnung und Deutung
Der Wirtschaftswissenschaftler Keir Milburn sieht den Begriff Generation Snowflake als eine Strategie der politisch Rechten, um von sozioökonomischen Ungleichheiten entlang der Generationen abzulenken. Die Millennials-Generation sei wie kaum eine Generation zuvor mit ökonomischen Herausforderungen konfrontiert, so mit sinkenden Löhnen, steigenden Preisen für Wohnraum und in einigen Ländern hohen Schulden durch Studiengebühren. Politisch Rechte würden versuchen, diese ökonomische Schieflage dadurch zu verschleiern, indem man die Ansprüche der jüngeren Generation kritisiert und sie als ungerechtfertigt darstellt. Andere Beobachter weisen darauf hin, dass die Colleges selbst zu dem kritisierten Verhalten beitragen: Sie stellten bei ihrer Werbung um Studienbewerber das Kriterium der (positiven) "Erfahrung" (experience), also des Wohlgefühls, in den Vordergrund der Entscheidung für eine bestimmte Einrichtung. Diese erfolge immer stärker unter dem Gesichtspunkt, unangenehme Erfahrungen wie das gemeinsame Wohnen und Essen in der Cafeteria oder die Nutzung gemeinsamer Badezimmer zu vermeiden und so allen Konflikten aus dem Wege zu gehen, wie Studien über die Zulassungspraxis zeigen.
Dem britischen Lexikographen und Slangforscher Jonathon Green zufolge gibt es weitere negative Konnotationen des Begriffs Snowflake wie Schwäche und Selbsttäuschung, psychische Fragilität und überzogene Wahrnehmung der eigenen Bedeutung. Die Weigerung, Meinungen zu akzeptieren, die nicht Spiegelbild der eigenen sind, gelte allgemein als narzisstisch. Die Verwandlung eines spöttischen Slangbegriffs in einen aggressiven Kampfbegriff der gegen Migration und Feminismus agitierenden Alt-Right-Bewegung (Alternative Rechte) und konservativer Journalisten wie Tomi Lahren spiegele die tiefe Spaltung der US-amerikanischen Gesellschaft. Zu seiner raschen Verbreitung trügen die sozialen Medien bei.
Die britischen Populismusforscher Aurelien Mondon und Aaron Winter sehen den Begriff Snowflake als Teil einer gefährlichen Selbstverteidigungs-Strategie rechter Populisten in der Debatte um Redefreiheit. Snowflakes würden ihnen zufolge ihre Schwäche und Überempfindlichkeit durch Deplatforming und Cancel Culture schützen. Ironischerweise seien aber gerade diejenigen, die diese Vorwürfe gegen Snowflakes erheben, oftmals nicht in der Lage, anzuerkennen, dass ihre Positionen nicht zensiert werden, sondern nur nicht willkommen seien oder keinen Zuspruch erführen.

## Stereotypen in den Streaming-Medien
Der Medientheoretiker Anthony N. Smith analysierte die veränderte Ausrichtung der US-Kabelmedien wie Fusion, FXX oder Revolt TV als Folge eines deutlichen Zuschauerschwunds bei Angehörigen der jüngeren Generation, die immer häufiger auf Angebote von Streamingdiensten umsteigen. Anhand der Fernsehserie Mr. Robot zeigt er, wie das mediale Stereotyp der Millennials als snowflakes, in dem sich die weit verbreiteten Annahmen über die Zuschauergruppe spiegeln, von den Netzbetreibern in kommerzieller Absicht aufgegriffen und verstärkt gezeichnet wird, so dass diese darin ihre (vermeintliche) Befindlichkeit wiedererkennen sollen. An die Stelle von selbstsicheren und optimistischen Helden unter blauem Himmel („hyper-masculine dramas“) treten „authentische“ Personen, ein melancholischer bis trauriger Ton herrscht vor. Ängstliche und einsame Protagonisten kämpfen mit psychischen Problemen, so z. B. die Figur des Elliott in Mr. Robot. Dazu kommt ein veränderter visueller Stil: Es dominieren gedämpfte Brauntöne und geschlossene Fenster, die Hauptfiguren befinden sich am Bildrand oder in den Ecken eines leeren Raums. Michael Serazio konstatiert, dass die Online-Medien mit den Ängsten dieser jungen Zuschauergeneration spielen, z. B. mit der Angst vor Verschuldung durch Studienkredite. Jean Twenge hebt hervor, dass dazu auch die Angst vor Verlust des Rückhalts in der Familie gehöre; die Ängste, aber auch der Narzissmus der medial hochvernetzten iGen seien so groß wie seit 80 Jahren nicht mehr. Der Einfluss der sozialen Netzwerke auf die Entwicklung solcher Ängste wird als sehr hoch eingeschätzt; alle möglichen Formen von harrassment (Belästigung, Beleidigung, Nötigung insbesondere von sog. Snowflakes) gelten unter englischen Studierenden fast schon als normal und führen bei Frauen zur Vermeidung digitaler Kontakte.
Snowflake Mountain heißt eine Reality-TV-Serie von Netflix aus dem Jahr 2022 mit acht Folgen, in der zehn angeblich verwöhnte Millennials das Überleben in den Bergen trainieren.

## Snowflakes in der Literatur
Eine junge Frau dieser Generation, die durch die Fürsorge ihrer Mutter erstickt, vom Selbstmitleid gepackt, durch Studienkredite mit 130.000 Dollar verschuldet ist und wenig über sich weiß, wird von Jonathan Franzen in seinem Roman Purity (2015) leicht satirisch porträtiert; ihm wurde daraufhin Sexismus vorgeworfen.
Die britische feministische Autorin Fay Weldon entwirft in ihrem Roman After the peace (2018) das Porträt von Rozzie, einem in der ersten Sekunde des neuen Jahrtausends geborenen „sperm bank baby“, und macht für die gefühlte und reale Abhängigkeit der Millennials deren Eltern, das Erziehungssystem und den Arbeitsmarkt verantwortlich.
Die Irin Louise Nealon beschreibt in ihrem mit dem Irish Book Award für Bücher irischer Debütanten 2021 ausgezeichneten, teils auf eigenen Erfahrungen beruhenden Bestseller Snowflake das Trauma der 18-jährigen Debbie, die ihr heimatliches „Nest“ verlässt, um zu studieren. Die Autorin versucht nach eigener Aussage mit dem Roman typische Erfahrungen junger Millennials zu beschreiben, die sich davor fürchten to trespass into reality („in die Realität einzudringen“). Die Heldin fühlt sich als Versagerin, weil ihr das nicht gelingt oder weil sie gar nicht unabhängig werden will. John Boyne merkt zu dem Buch an: A novel for everyone who’s ever felt lost in the world.